# Subtropischer Sturm Eins (1978)
Subtropischer Sturm Eins des Jahres 1978  war der einzige bekannte subtropische oder tropische Wirbelsturm, der sich im atlantischen Becken im Monat Januar gebildet hat. Er entstand am 18. Januar ein gutes Stück ostnordöstlich der Inseln über dem Winde und während seines Zuges folgte er einem generell westlichen Kurs. Die größte Stärke erreichte der Sturm mit Windgeschwindigkeiten von 75 km/h. Bevor er sich am 23. Januar auflöste, gefährdete er nur kurz die nordöstlichen karibischen Inseln.

## Sturmverlauf

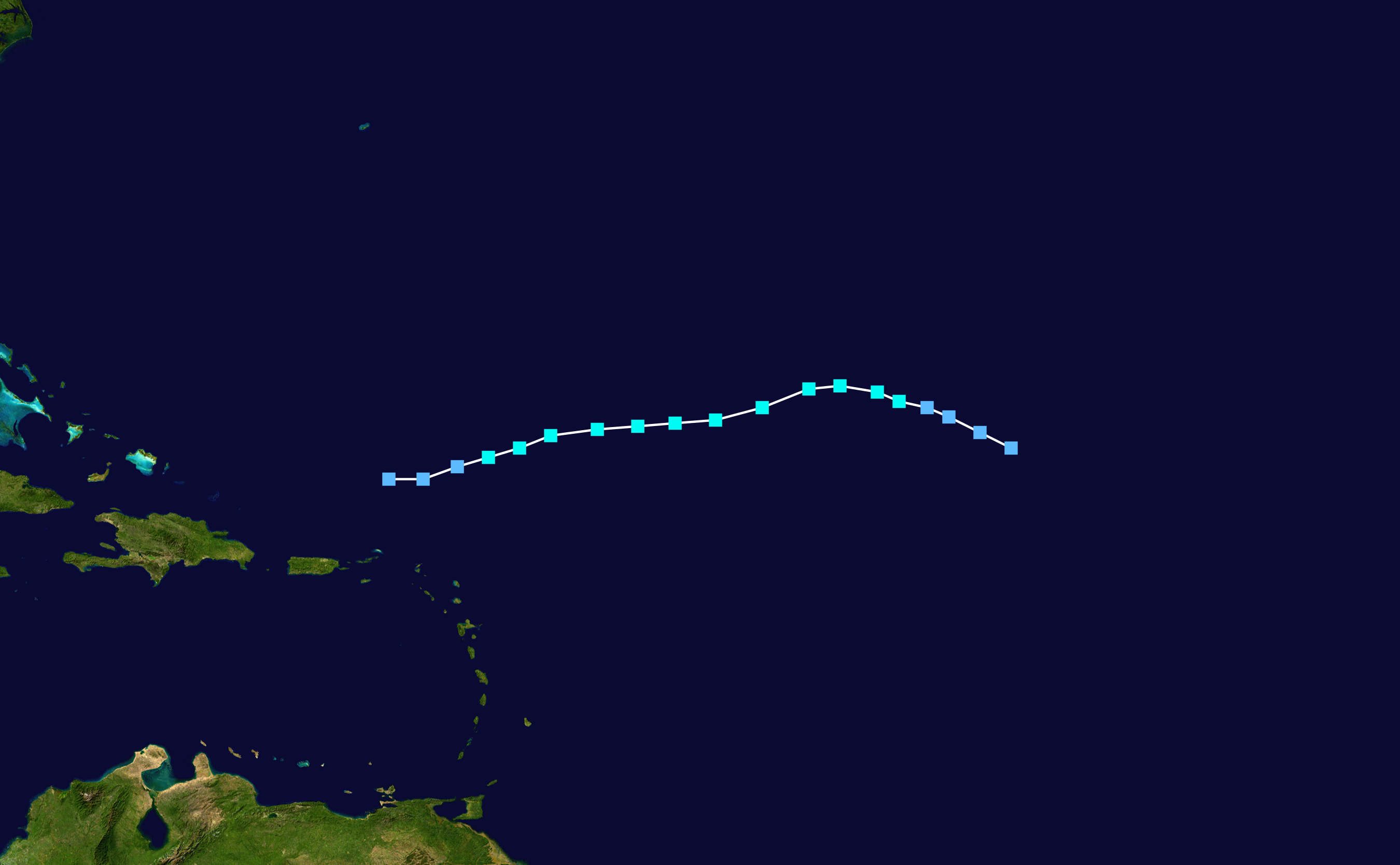
Zugbahn des Sturmes

Mitte Januar bildete ein in der Westwindzone liegender Höhentrog ein oberflächennahes Tiefdruckgebiet ostnordöstlich der Antillen aus. Das Tief entwickelte sich südlich eines subtropischen Rückens und war dadurch von den nachteiligen Auswirkungen der Westwindzone isoliert. Seine Entwicklung war von außertropischer Natur und anfänglich intensivierte es sich baroklin aus dem Zusammentreffen von kalter und warmer Luft. Die Konvektion verbesserte sich im Zusammenspiel mit dem Tiefdruckgebiet geringfügig, obwohl die Wasseroberflächentemperatur mit 24° C relativ niedrig war. Am 18. Januar um 12:00 Uhr UTC hatte sich das System in ein subtropisches Tiefdruckgebiet organisiert, etwa 2800 km ostnordöstlich von Puerto Rico.
Das National Hurricane Center (NHC) begann mit der Untersuchung des Systems durch die Dvorak-Technik um 0:00 Uhr UTC am 19. Januar und stellte einen Wert von T2,5 fest; zu diesem Zeitpunkt zeigte das System sowohl tropische als auch subtropische Merkmale. Am selben Tag erzeugte der Druckgradient zwischen dem Sturm und dem subtropischen Rücken Winde in Sturmstärke. Das System behielt während seines Bestehens einen generell westlichen Kurs bei, zog aber anfänglich in westnordwestlicher Richtung. Am Morgen des 20. Januar war die Konvektion im Zentrum des Sturmes minimal und die Regenbänder formierten sich zyklonisch um das gut ausgebildete Zentrum. Im Tagesverlauf verbesserte sich die Bandstruktur und der Sturm verstärkte sich, mit Windgeschwindigkeiten von 75 km/h seine größte Intensität erreichend. Diese Stärke wurde sowohl durch Schiffsbeobachtungen als auch durch Hurricane-Hunter-Flüge festgestellt.
Spät am 21. Januar begannen die äußeren Regenbänder südlich und östlich des Sturmzentrums zu verschwinden und nachdem der Sturm etwa 36 Stunden seine Spitzenintensität beibehalten hatte, setzte damit der Trend zur Abschwächung ein. Zu diesem Zeitpunkt befand sich der Zyklon auf einem westsüdwestlichen Kurs und eines der Vorhersagemodelle legte nahe, dass er sich binnen 72 Stunden über Hispaniola befinden würde. Am Mittag des 22. Januar ging die Windgeschwindigkeit unter Sturmstärke zurück, nachdem die Konvektion in Zentrumsnähe zusammengefallen war. Daraufhin drehte das System mehr nach Westen und vom Land weg und am 23. Januar hatte sich die zirkulation in einen Trog gewandelt, etwa 300 km nördlich der Inseln über dem Winde.

## Auswirkungen und Wetterrekorde

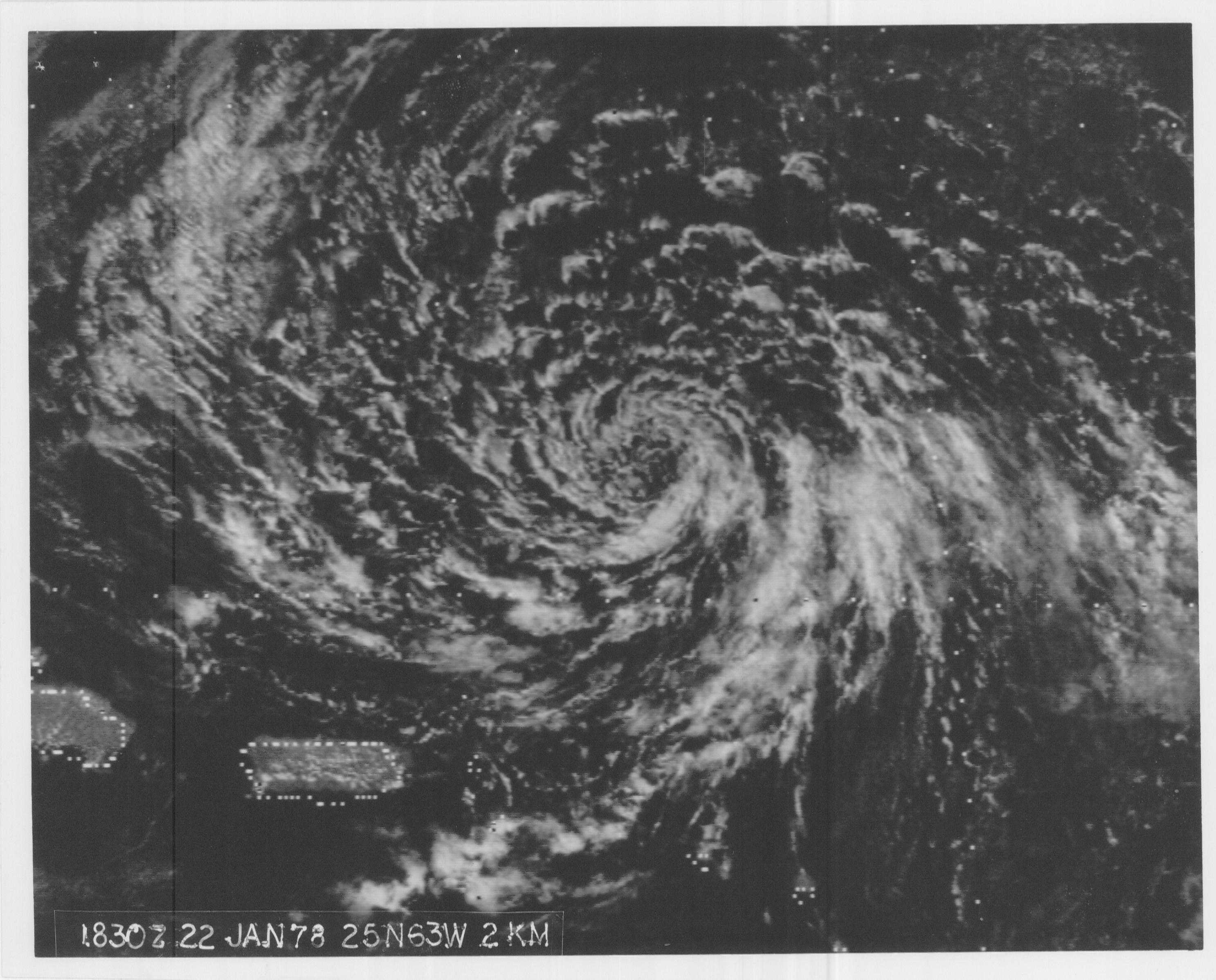
Satellitenbild des Sturmes, als er sich nördlich der Kleinen Antillen abschwächte.

Der Sturm war der erste und bisher einzige subtropische Wirbelsturm, der sich im Monat Januar seit Beginn der systematischen Wetteraufzeichnungen gebildet hat. Dieser Monat ist somit der einzige Monat des Jahres, in dem nur einmal die Bildung tropischer oder subtropischer Aktivität verzeichnet wurde. Allerdings haben sich zweimal Stürme Ende Dezember gebildet, die bis in den Januar hinein fortbestanden. Der zweite Hurrikan Alice des Jahres 1954 entwickelte sich in derselben Region und zog Anfang Januar 1955 mit geringen Auswirkungen über die Kleinen Antillen als leichter Hurrikan. Der andere Sturm war Tropischer Sturm Zeta, der von Dezember 2005 bis Januar 2006 über dem offenen Atlantik existierte. Das NHC wies später (1992) darauf hin, dass subtropische Wirbelstürme systematisch erst seit 1968 verfolgt werden und die Möglichkeit bestehe, dass zuvor als außertropisch bezeichnete System subtropisch gewesen sein könnten.
Wie damals üblich erhielt der subtropische Sturm keinen Namen von der Liste der Namen tropischer Wirbelstürme.